# Гельсінкі-86

14 червня 1987 року, демонстрація на згадку депортацій 1949 року, з покладанням квітів до пам'ятника Свободи в Ризі.

Група з захисту прав людини «Гельсінкі-86» (латис. Latvijas cilvēktiesību aizstāvēšanas grupa "Helsinki-86") — латвійська правозахисна організація, заснована 10 липня 1986 року в Лієпаї ювеліром Лінардом Грантіньшем, шофером Раймондом Бітенієксом і диспетчером служби електропостачання Розі Барісом. Метою групи в заяві її членів було «відкрито, без цензури та тиску ззовні, інформувати міжнародні організації про порушення, які вчиняються проти матеріальних і духовних цінностей наших народів, а також проти самого народу. Перепинити шлях брехні і терору; дати всім народам вільний вибір шляху свого розвитку; дотримувати принципи, висунуті в заключному документі Гельсінської конференції».
«Гельсінкі-86» стала першою організацією, що поставила ще в 1987 році питання про пакт Молотова — Ріббентропа, відновлення незалежності Латвії.
14 червня 1987 року була проведена демонстрація на згадку депортацій 1941 року, з покладанням квітів до пам'ятника Свободи в Ризі.
23 серпня 1987 року група Гельсінкі-86 організувала демонстрації з засудження пакту Молотова — Ріббентропа.
18 листопада 1987 року Гельсінкі-86 святкують день проголошення незалежності Латвії.
14 червня 1988 року вперше у післявоєнній історії Латвії в демонстрації член групи «Гельсінкі-86» Костянтин Пупурс через всю Ригу, від Пам'ятника Свободи до Братського Кладовища, проніс червоно-біло-червоний прапор Латвії.
23 серпня 1988 року виступили як одні з організаторів Балтійського Шляху.
Серед членів організації та активістів багато було нагороджено вищою нагородою Латвії — Орденом Трьох зірок: Мартиньш Борис (2 ст.), Єва Битенієце (3 ст.), Раймондс Бітенієкс (3 ст.), Лінардс Грантіньш (2 ст), Роландс Сілараупс (2 ст.), Яніс Веверіс (2 ст.).
В 1997 році частина членів групи заснували нову політичну партію під тією ж назвою. У 2001 році як політична партія балотувалася на виборах до Сейму Латвії і в Ризьку Думу, але не була обрана.